# Jurenák család
A Jurenak de Sultz család az elzászi Soultz faluból származó francia középnemes család.  Magyarországon először az 1553-as portális összeírásnál tűnt fel a Felvidéken, Széleskúton, ahol nagyobb birtokaik voltak. A család az 1700-as évek végén három ágra osztódott, és ezt követően vált ismertté az Alföldön és Pest megyében is.

## Története
A Jurenák család származási helyeként több forrás is az elzászi Soultz falut jelöli meg, erről tanúskodik egy 1885-ben Jurenák Aurél, gödöllői császári és királyi tanácsnok által készített családfa, ami Jurenák család 3 fő ágát foglalja magában, illetve egy addig ismeretlen címert. Ezt a származást pontos oklevelekkel nem lehet bizonyítani. A Szlovák Nemzeti Múzeum több kiállításában is németnek titulálja a Jurenákokat.

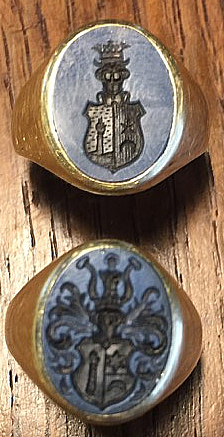
Jurenák Aurél által használt címer, 1885

A család felmenői feltehetően a hugenották üldöztetése elől menekültek a reformáció első éveiben, de az is elképzelhető, hogy a várost 1525-ben megtámadó parasztfelkelők álltak a távozás hátterében. Magyarországon az első fellelhető említés az 1553-as évből származik a portális összeírásból, ahol a Balassa, Mednyánszky, Kászonyi, Miráz és Hangácsi családokkal említik a Jurenák családot, mint széleskúti porta birtokos. 

### Nemesi előneveik formája

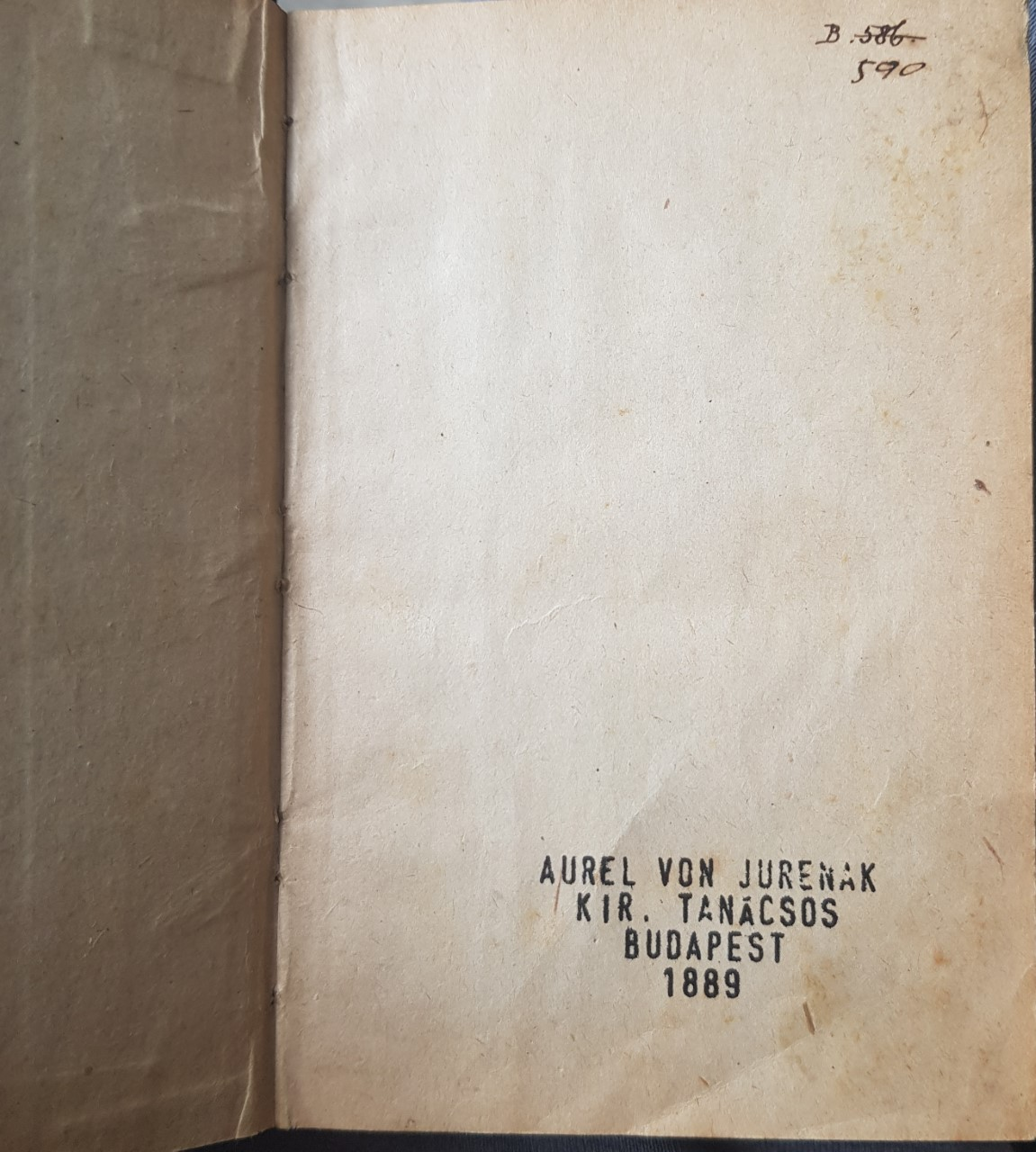
Aurel von Jurenák pecsét – 1889

A család több tagját is "von Jurenák" ként említik az 1800-as években. A 20. század első felében a budapesti újságok több nemesi előnévvel illetik a Jurenákokat:
| Előnév           | Viselő                                    | Év   | Forrás                                                 |
| ---------------- | ----------------------------------------- | ---- | ------------------------------------------------------ |
| v.               | Herr Johann v. Jurenak                    | 1825 | Merkwürdigkeiten des Königreiches Ungern               |
| Nzetes           | Uradalmi Tiszt Ùr Nemzetes Jurenák József | 1840 | Radványi anyakönyvek                                   |
| v.               | Herr Andr. v. Jurenák                     | 1855 | Zeitschrift für Natur- und Heilkunde in Ungarn: Band 5 |
| von              | Herr Carl von Jurenák                     | 1867 | Budapesti Közlöny                                      |
| von              | Carl von Jurenák                          | 1875 | Adress-Kalender von Pest, Ofen und Alt-Ofen 1875       |
| sulzi és jurenai | Jurenák Erzsébet                          | 1918 | Egri Újság                                             |
| sulczi           | Jurenák Lajos kormányfőtanácsos           | 1928 | Nemzeti Ujság                                          |
| sultzi           | Jurenák Judith                            | 1935 | Pesti Napló                                            |
| sulzi            | Jurenák Ilona                             | 1937 | Pesti Hírlap                                           |
| jurenai          | Jurenák Irén                              | 1940 | Magyarság                                              |

## Története a 18. századtól
A család befolyása a 18. században kezdett el növekedni. Jurenák András (1738-1820) széleskúti kereskedőnek, aki Siebenfreund Vilmával kelt egybe, házai, fogadói és magtárai voltak Pozsony belvárosában. Jurenák András gyermekei 3 különböző ágat alapítottak:
| Àg       | Név                                | Született           | Felesége                                  | Elhunyt             |
| -------- | ---------------------------------- | ------------------- | ----------------------------------------- | ------------------- |
| Modori   | Jurenák János politikus, képviselő | 1760. augusztus 18. | Siebenfreund Vilma Hercegi tanácsos lánya | 1838. szeptember 9. |
| Pozsonyi | Jurenák Ádám nagykereskedő         | 1771. június 10.    | Rupp Ludmilla Ritter Rupp von Ehrenstrohm | 1837. augusztus 16. |
| Szentesi | Jurenák József nagybirtokos        | 1773. január 13.    | Soós Magdolna                             | 1854. február 23.   |

### Modori Jurenák család
Jurenák János 1760-ban született Holicson, később Modorra költözött, ahol német gimnázium igazgatója lett, majd a közösség ellenőre. Ezt követően az akkor még német többséggel bíró város polgárai először városi bíróvá ezután polgármesterré választották. Jurenákot kétségkívül a nagyvonalúsága juttatta a város élére. Erre egy tökéletes példa, hogy 1823-ban új berendezést adományozott a helyi iskolának egy tűzvész pusztítása után. Ez után az 1825–27-es pozsonyi országgyűlés követté választották.
Felesége Schnell Mária Zsuzsannával, a modori Schnell Sámuel és Richter Rebecca, aki egy előkelő pozsonyi családból származott, lánya volt. Modoron 10 gyermekük született.
| Név                       | Született | Elhunyt | Házastárs                             | Megjegyzés |
| ------------------------- | --------- | ------- | ------------------------------------- | --- |
| Jurenák Eleonora Walburga | 1788      | 1870    | Kellner Sámuel modori gyógyszerész    | Lányuk Kellner Vilma nemzetes és vitézlő Schnell Endre, országgyűlési képviselővel házasodott, akit az 1840-es években emeltek nemesi rangra. |
| Jurenák Zsuzsanna         | 1790      | 1879    | Weisz Károly Grötschl Pál             | |
| Jurenák Katalin           | 1791      | 1881    | Waltersdorfer Pál budapesti kereskedő | |
| Jurenák János             | 1793      |         |                                       | |
| Jurenák Sándor            | 1794      | 1850    | Sandtner Zsuzanna                     | Dédunokája Pfitzner Sándor |
| Jurenák Pál               | 1796      | 1876    | Weisz Borbála                         | Vaskereskedés tulajdonos 1827-ben költözött Budapestre Domanovszky Endre dédnagyapja.                                                         |
| Jurenák Anna Mária        | 1798      | 1870    | Borovszky János adamóczi és vittenczi | Egy lánya született, Anna |
| Jurenák Sámuel            | 1802      | 1886    | Ritter Mária                          | |
| Jurenák Rozália           | 1804      | 1854    |                                       | |
| Jurenák András            | 1806      | 1889    |                                       | Modori professor, magyar királyi kincstári gondnok, úrvölgyi bányanagy.                                                                       |

#### Lima Jurenáki
Professor Jurenák András, úrvölgyi ásatásai során 3-4 láb mélységben egy mészkőre bukkant amint több megkövesedet lenyomat volt található. Az addig ismert kagyló fajták között egy addig ismeretlen is felbukkant, amit Dionýz Štúr szlovák geológus és a földtani intézeti igazgatója elemzése után Jurenákról nevezte el. 

#### A modori-ág végnapjai
A család legidősebb ága, a modori Jurenák-ág, János fiainak és unokáinak halálával férfiágon az 1800-as évek második felében kihalt Modoron. Fia Jurenák Pál leszármazottai az Alföldre és Budapestre távoztak. A politikai befolyást a Schnell család örökölte meg Modoron, akik az 1920-as évekig, a királyság létezéséig, fontos szerepet töltöttek be a város életében.

### Pozsonyi Jurenák család(Jurenák – Rupp von Ehrenstrohm – ág)

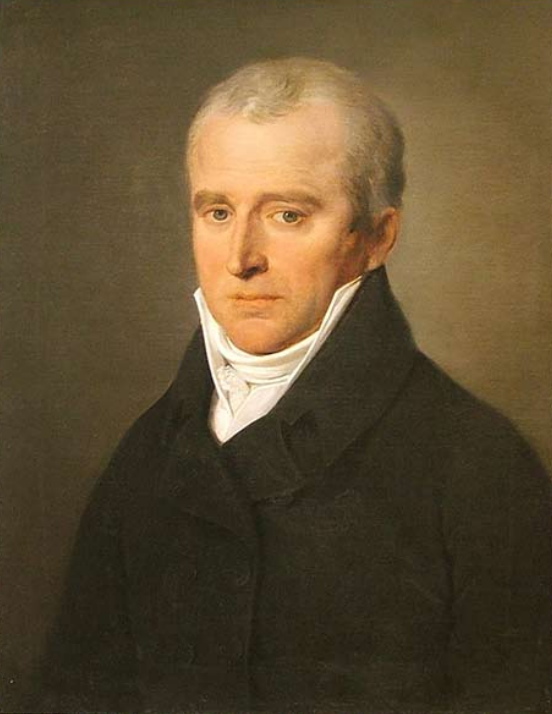
Jurenák Ádám

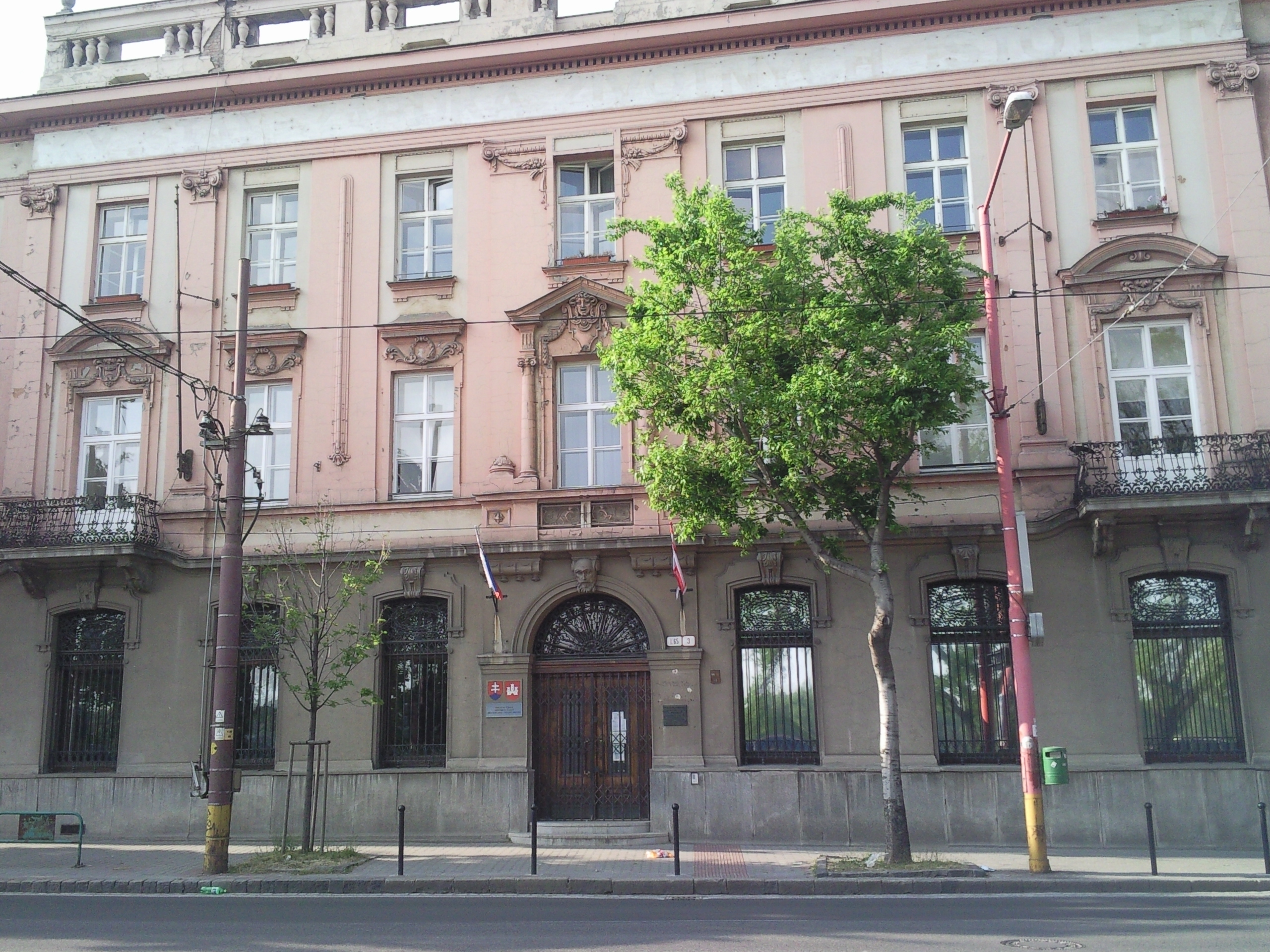
A Jurenák palota a pozsonyi belvárosban

Jurenák Ádám 1772-ben született Széleskúton, Pozsonyban alapította meg cégét és házasodott Rupp Ludmillával, aki a bohémiai lovag ehrenstrohmi Rupp Ignác János (németül: Ritter Ignaz Johann von Ehrenstrohm) leánya, aki 1793-ban kapott birtokot a mai Csehország területén, ezt követően 1799-ben emelték lovagi rangra. 1813-ban a birtokát gyermekeire: Ferencre, Vilmosra, Anna Mariára (báró Boemelburgné) és Karolínára hagyta. Ludmilla erről az örökségéről testvérei javára lemondott.
Pozsonyban a Jurenák név több generáción keresztül egybeégett a kereskedelemmel, az üzleteléssel és a gazdagsággal.
Ádám fiai különböző területeken érvényesültek. Frigyes építészeti pályára lépett, és Feszl Frigyessel került jó kapcsolatba, akivel a ferihegyi Jurenák villát építette. Eduárd hajóskapitány lett, Károly pedig ügyvéd, aki apja halála után a pozsonyi Jurenák kastélyt örökölte. József gyógyszerész lett, és Frölich Frigyes lányát Vilmát vette el. Az üzletet Jurenák Anton vette át, aki később Európa minden táján megfordult, de végül máshol telepedett le feleségével, Siebenfreund Jeanetteal, aki a Pálffy család főerdészének a lánya és távoli unokatestvére volt.
Jurenák Ádám leszármazottai a 20. század elejéig jelen voltak a pozsonyi közéletben. Leszármazottai fontos állami pozíciókat töltöttek be:
| Név                | Hivatása                                                  | Született | Elhunyt |
| ------------------ | --------------------------------------------------------- | --------- | ------- |
| Dr. Jurenák István | Magyar királyi vallás és közoktatásügyi miniszteri titkár | 1854      | 1897    |
| Jurenák Aurél      | Magyar királyi tanácsos                                   | 1837      | 1889    |
| Jurenák Viktor     | Magyar királyi és állami gazdasási intéző                 | 1840      | 1899    |
| Jurenák Jenő       | MÀV főmérnök és tartalékos főhadnagy                      | 1881      | 1930    |
| Jurenák Aladár     | A Magyar Nemzeti Bank főellenőre                          | 1882      | 1940    |

Unokája Jurenák Stefánia Heckenast Gusztáv neje volt.
Lányai közül Karolina a tiroli származású Hofer Károllyal kelt egybe. Lányuk Hofer Karolina, aki 1838-ban született Pozsonyban, Michael Haberlandt anyósa és Arthur Haberlandt a bécsi Osztrák Néprajzi Múzeum igazgatójának nagyanyja. Jurenák Karolína testvér Vilma a stuttgarti Kempter Henrikkel házasodott. Lányuk Mária Friderika, Spring Alexanderrel házasodott. Anyósa lett a württenbergi tábornoknak Hermann von Rampachernek és az amerikai vállalkozónak Jacob Frederick Schoellkopf, Jr.-nak.

### Szentesi Jurenák család

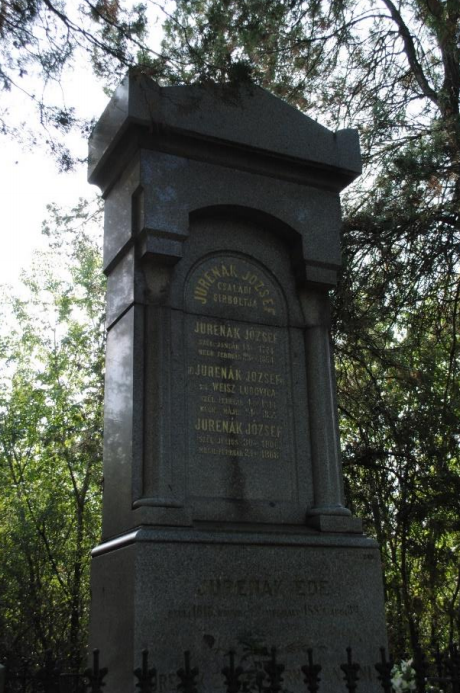
A Jurenák család sírja az evangélikus temetőben

Jurenák József, András legkisebb fia, bazini születésű. Gimnáziumot Pozsonyban végzett és az 1800-as évek elején költözött Szentesre. Furcsa módon Kugler János mészáros szolgálatába állt, aki a helyi mészárszéket bérelte. Itt takarékossága és iparkodása által nagy vagyoni állapotra, jámbor, tisztességes viselete által pedig közkedvességre s tiszteletre emelkedett. Gyermekeit tisztességesen s uri módon nevelvén, azokat tisztességes hivatalokra és boldog sorsra segítette. Szóval, mind az uradalom, mind a vármegye előtt nagy tekintetben és tiszteletben állt.
Az 1820-as években már őt is haszonbérlőként említik és birtokai is gyors ütemben növekedtek. 1836-ban először árvagyámmá, majd tanácsnokká választották. Ebben az évben birtoka 5 szolgája, 48 szarvasmarhája, 22 lova, 10 sertése, 200 juha, 2 5/8 telek szántója, 1 kapás szőleje és 6 malma volt. Házai tégláin saját monogramja olvasható, amiknek égetésére 1838-ban kapott engedélyt.

Felesége Soós Magdolna, akitől 10 gyereke született. Fiai, József, Antal, Eduárd, Miklós, Henrik, mind birtokosok voltak. Lányai, Katalin, Anna, Jusztina, Franciska, pedig előkelő családok fiaival házasodtak. 

#### Jurenák Eduárd
Gyerekei közül a legismertebb Jurenák Eduárd volt, aki nemcsak Szentes polgármestere, de az alföld egyik leggazdagabb birtokosa is volt. Herczeg Mihály szerint,"híres, sőt hírhedt alak és a grófok hű embere." 
Jurenák Ede, lányain keresztül került rokonságba Hóman Bálinttal, Pokomándy Gáborral, Werner Gyulával vagy éppen Darányi Ignác családjával.

##### Jurenák Eduárd gyermekei
| Név                         | Született | Elhunyt | Megjegyzés |
| --------------------------- | --------- | ------- | --- |
| Jurenák Paula               | 1838      | 1932    | |
| Jurenák Sándor nagybirtokos | 1839      | 1912    | Szentetornya legnagyobb birtokosa. Földjeit báró Eötvös József özvegyével birtoklta                                    |
| Jurenák Imre nagybirtokos   | 1843      | 1914    | Eperjesi birtokos. |
| Jurenák Mária               | 1846      |         | |
| Jurenák Kálmán              | 1848      | 1848    | Nem teljesen 6 hónaposan elhunyt.                                                                                      |
| Jurenák László              | 1854      | 1878    | |
| Jurenák Ilona               | 1856      | 1931    | Anyósa Cicatricis Lajos, magyar politikus, felsőházi tagnak. Leszármazottai a Habsburg-család tagjaival is házasodtak. |
| Jurenák Béla                | 1859      | 1936    | |
| Jurenák Mária               | 1861      |         | Férje Fekete Márton országgyűlési képviselő                                                                            |
| Jurenák Berta nagybirtokos  | 1863      |         | Eperjesi birtokos. Hóman Bálint anyósa.                                                                                |
| Jurenák Izabella            | 1866      | 1868    | |
| Jurenák László főhadnagy    | 1864      | 1915    | Hősi halált halt a Keleti Fronton.                                                                                     |
| Jurenák Erzsébet            | 1868      | 1936    | |
| Jurenák Vilma               | 1870      | 1891    | |

## Kastélyok, kúriák

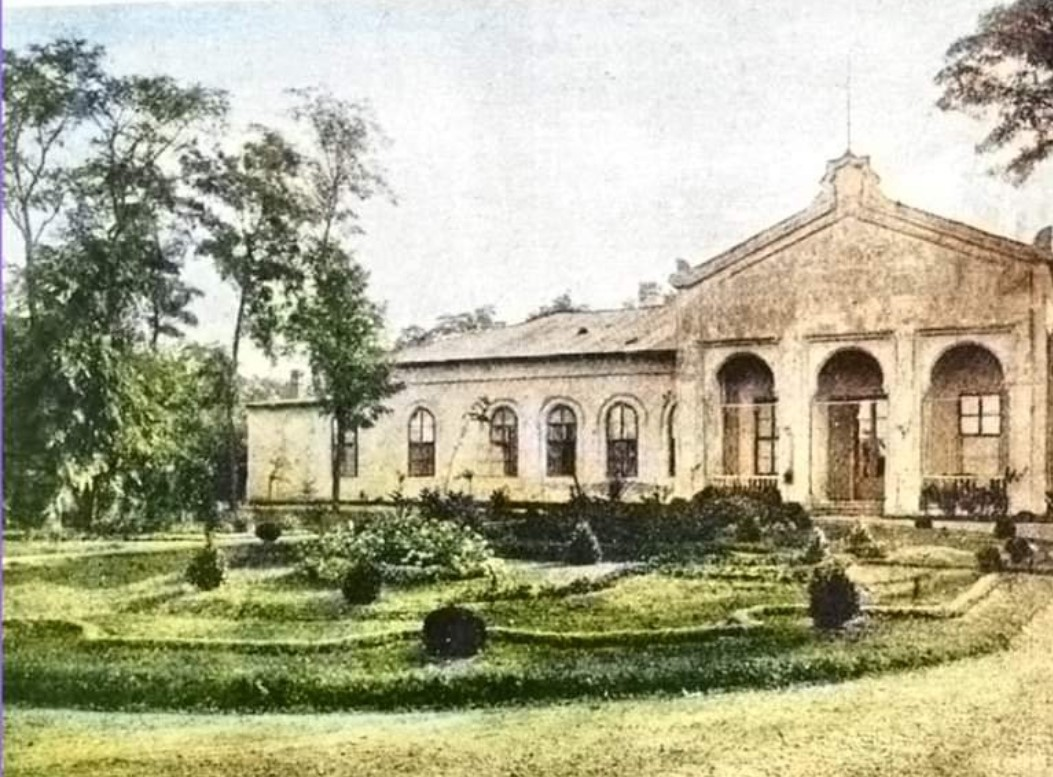
A ferihegyi Jurenák kastély, 1906

- A pozsonyi Jurenák-palota a 19. században épült eklektikus stílusban. Jurenák Ádám, majd fia, Jurenák Anton lakta, akik innen irányították családi üzleteiket. Ma Staré Mesto közigazgatási székhelye.[36]

- A ferihegyi Jurenák kastélyt Jurenák Frigyes lakta, aki a vecsési uradalmat 1811-től Mayerffy Ferenccel bérelte.[37] Az 1848–49-es forradalom és szabadságharc után Jurenák itt bújtatta Lónyay Menyhért pénzügyi államtitkárt, későbbi pénzügyminisztert.

- A nagyrévi Jurenák–Kontsek-kúriát Jurenák Dezső építtette, akinek 1911-ben 413 holdas birtoka volt a környéken. A nagyrévi kúriát halála után özvegye, a német származású Eigner Charlotte örökölte, aki később újabb házasságot kötött a szintén megözvegyült dr. Kontsek Károly helyi evangélikus lelkipásztorral. Ekkor vált az épület egy szép műgyűjtemény otthonává is. Mára lebontották.[38]

- A bárdosi Jurenák-Werner kúria[39]

- A tiszatenyői Jurenák-tanyai kúria.[40]

## Jelentősebb leszármazottak

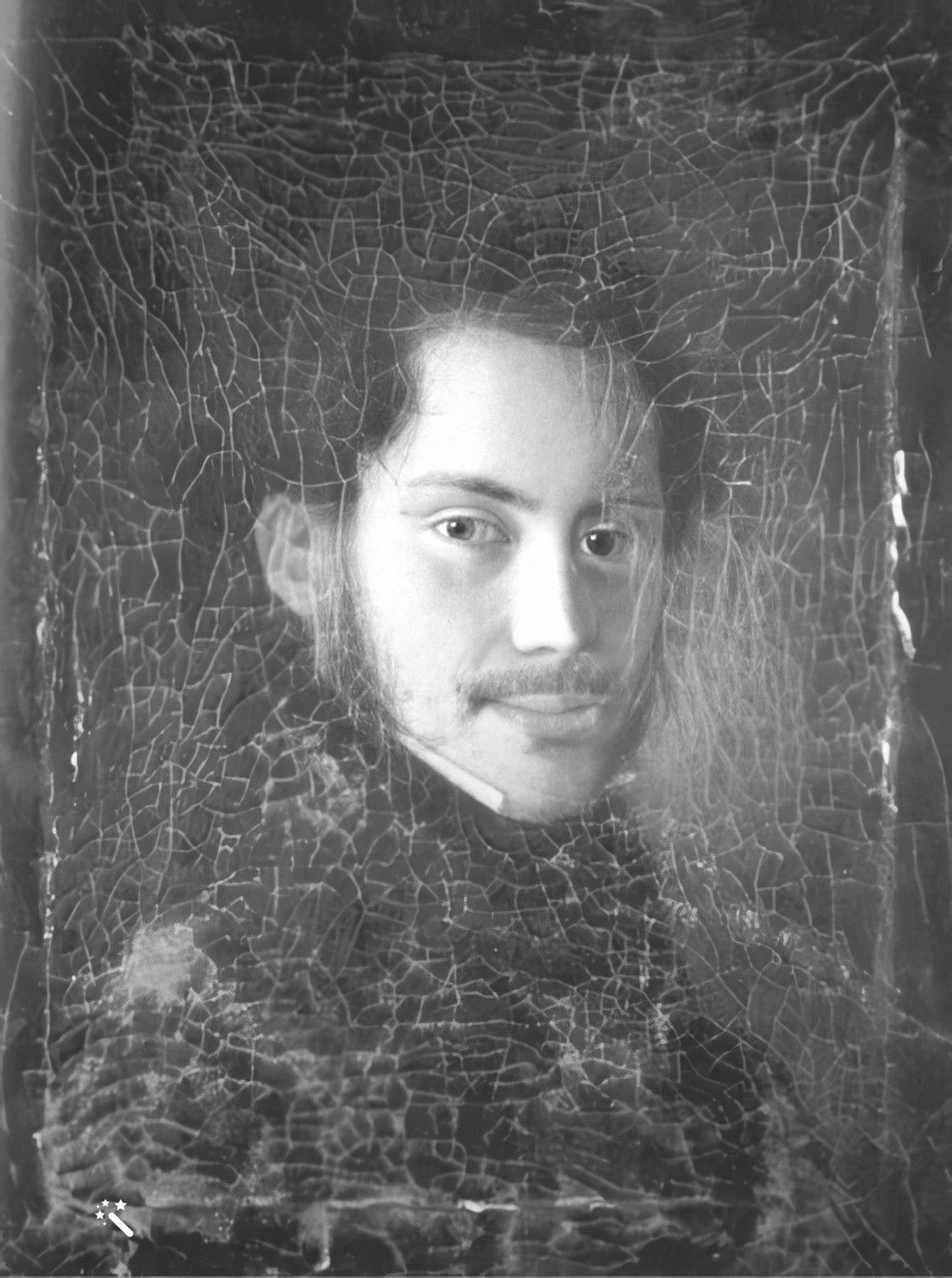
Jurenák Anton

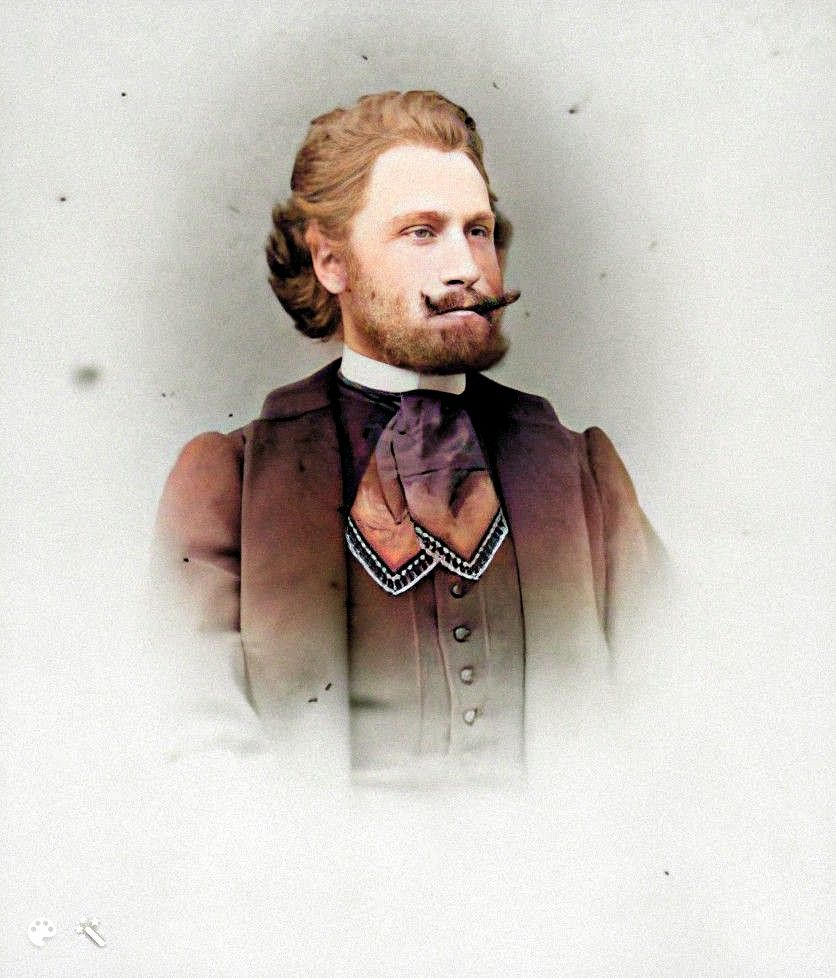
Jurenák Aurél

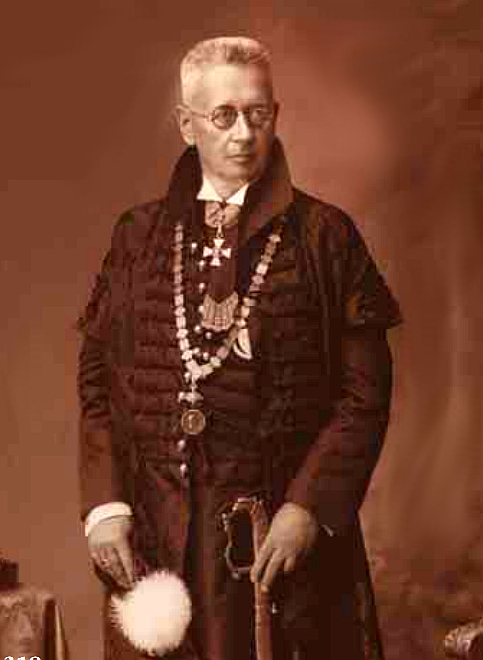
Domanovszky Sándor

- Jurenák Ádám (1772 – 1837) nagykereskedő, a pozsonyi városi tanács tagja
- Jurenák András (1806 – 1889) tanár, magyar királyi kincstári gondnok, úrvölgyi bányanagy
- Jurenák Pál (1795-1876) budapesti városi képviselő (1848), a McCormick Tractors International főbizományosa [41]
- Jurenák Anton (1813 – 1896) pozsonyi nagykereskedő
- Jurenák Aurél (1837 – 1889)  pénzügyi császári és királyi tanácsos
- Jurenák Eduárd (1813 – 1884) városi tanácsnok, polgármester, községi választmányi tag, megyei és városi képviselő, Szentes legvagyonosabb polgára
- Jurenák János (1760 – 1838) városi bíró és modori polgármester, országgyűlési képviselő
- Jurenák Kálmán (1924 – 2017) huszártiszt, zsoké, olimpiai edző, a budapesti ügyvéd, a Gróf Széchenyi István Emlékérem birtokosa
- Jurenák Károly (1822 – 1911)  budapesti ügyvéd, a Franklin Irodalmi és Nyomdai Rt. választmányi tagja, a pesti nagykereskedői testület tollnoka
- Jurenák Lajos (1875-1943) földbirtokos, magyar királyi gazdasági főtanácsos [42]
- Jurenák Sándor (1820-1901) földbirtokos, a Ferenc József-rend lovagja, megyebizottsági tag, Jász-Nagykun-Szolnok vármegye Gazdasági Egyletének elnöke [43]
- Mondok István (1909 – 1979) magyar királyi csendőrszázados, a Signum Laudis tulajdonosa
- Pfitzner Sándor (1880 – 1910) magyar / amerikai gépészmérnök, feltaláló és a repülés úttörője
- dr. Haberlandt Arthur (1889 – 1964) ethnológus, egyetemi tanár
- Heckenast Mária (1870 – 1936) művész, Heckenast Gusztáv lánya [44]
- Hermann von Rampacher (1884 – 1954) Wehrmacht ezredes
- Ybl Ida (1889) Ybl Miklós unokája
- vitéz immenburgi Peinlich Béla (1897 – 1978) a Waffen-SS budapesti ezredese
- Lehner Eugen (1906 – 1997) elismert amerikai hegedűművész
- Zsitvay Szilárd (1934 – 2007) geofizikus [45]
- Nerfeld Ferenc (1885 – 1945) bank alapító [46]
- Fügedi Erik  (1916 – 1992) Széchenyi-díjas magyar történész, könyvtáros
- Domanovszky Sándor (1877 – 1955) magyar történész, egyetemi tanár, a Magyar Tudományos Akadémia tagja
- Domanovszky Endre (1907 – 1974) kétszeres Kossuth- és Munkácsy-díjas magyar festő, érdemes és kiváló művész
- dr. bobói Dobay Andor (1886 – 1972) Csongrád vármegyei alispán [47]
- dr. Burg Jenő (1882 – 1944) gyógyszerész, ezredes
- vitéz Jurenák Gyula (1873 – 1940), később Illés Gyula ezredes [48]
- Jurenák Kálmán (1890 – 1965) bankigazgató
- Fülöp Imre (1900 – 1944) alezredes
- dr. Hómann Bálint (1919 – 2006) szobrász, máltai lovag, Hóman Bálint politikus fia